# Dansk litteraturhistorisk bibliografi
Dansk Litteraturhistorisk Bibliografi er litteraturvidenskabens og litteraturhistoriens hovedfagbibliografi over, hvad der er udgivet på dansk om danske skønlitterære forfattere og om litteraturvidenskaben som sådan. 

## Baggrund
Bibliografien blev startet i 1967 på initiativ af cand.art. Aage Jørgensen (f. 1938). Bibliografien medtager bøger, tidsskrifter, artikler i samleværker og webpublikationer, men ikke avisartikler og avisanmeldelser. Bibliografien er opdelt efter en række emner, hvoraf det største dækker ”enkelte forfattere”. Anmeldelser af bøger er registreret i forbindelse med de anmeldte bøger, det samme gælder artikler i samleværker.
Bibliografien er siden starten udkommet under forskellige former, alle med Aage Jørgensen som redaktør: 1967 (i Poetik Bibliotek), 1968-74 (på Akademisk Forlag), 1975-77 (af Det Kongelige Bibliotek), 1978 ikke udgivet, 1979 (af Danmarks Biblioteksskole), 1990-2004 (i Dansklærerforeningens tidsskrift Dansk Noter). Desuden en trykt udgave der dækkede 1967-1986, udgivet af Dansklærerforeningen (1989), en online-udgave 1999-2013 også udgivet af Dansklærerforeningen samt fra 2014 en online-udgave fra Det Kongelige Bibliotek.

## Dansk Litteraturhistorisk Bibliografi online
I forbindelse med en opgradering af Dansklærerforeningens web-sider lukkede man web-publiceringen af bibliografien. På initiativ af Aage Jørgensen, Det Danske Sprog- og Litteraturselskab  og Det Kongelige Bibliotek samt med støtte fra Kulturstyrelsen er alt materiale tilbage til 1967 blevet samlet i en ny database. I den nye base, som startede i 2014, er alt materiale tilbage til 1967 nu tilgængeligt, i alt ca. 21.000 bibliografiske poster. Bibliografiens fortsatte udgivelse som base sikret, administreret af Det Kongelige Bibliotek med Susanne Willaing som redaktør. I forbindelse med offentliggørelsen af den nye base udsendte Det Kongelige Bibliotek og Dansklærerforeningen på Museum Tusculanums Forlag i 2015 en trykt bibliografi, som er et udtræk af den nye database og dækker årene 2000-2014. 